# Eishockey-Nationalliga (Österrike)
Eishockey-Nationalliga var den näst högsta divisionen för ishockey i Österrike fram till och med säsongen 2011/2012 då Eishockey-Nationalliga ersattes av Inter-National League. Ligan spelades för första gången säsongen 1959/1960 och vissa säsonger slogs Eishockey-Nationalliga ihop med Österrikiska ishockeyligan. Likt Österrikiska ishockeyligan så innehöll denna liga även ett utländskt lag en säsong, nämligen den sista säsongen då DAB-Docler från Dunaújváros i Ungern deltog i serien.